# Assist Assen
Assist Assen is een basketbalvereniging uit de Drentse stad Assen.

## Geschiedenis
Assist is opgericht in 1978 onder de naam Basketbalvereniging Assen (BVA). Lange tijd werd in het rayon gespeeld, totdat in 1994 het plan ontstond om de herenteams van BV Groningen over te nemen om zo een plek in de Eredivisie te bemachtigen. Met ingang van het seizoen 1994/1995 heette de club Noorderkruis, vernoemd naar de hoofdsponsor Noorderkruis, en werd gespeeld in de promotiedivisie. Ook het jaar erop werd in de promotiedivisie gespeeld, onder de naam RZG/Drenthe vanwege het ontbinden van Noorderkruis.
Het jaar daarop werd de begeerde promotie naar de eredivisie een feit. Er was geen hoofdsponsor en de club speelde onder de naam ***/Drenthe, een verwijzing naar de vlag van Drenthe. Het team behaalde een achtste plaats, genoeg voor plaatsing voor de play-offs.
Het jaarop werd uitvaartverzekeraar NUVA de hoofdsponsor van de club.
In het seizoen 1999/2000 werden van de 32 wedstrijden slechts twee gewonnen en eindigde de club op een twaalfde plaats. Daarmee was het eredivisie-avontuur ten einde en degradeerde de ploeg.
Momenteel speelt de club onder de naam Assist Assen in de rayon hoofdklasse.

## Erelijst

#### Heren
| Competitie      | Winnaar | Winnaar | Runner-up | Runner-up |
| Competitie      | Aantal  | Jaren   | Aantal    | Jaren     |
| --------------- | ------- | ------- | --------- | --------- |
| Nationaal       |         |         |           |           |
| Promotiedivisie | 1×      | 1996    |           |           |